# Roudné
Roudné är en ort i Tjeckien.   Den ligger i regionen Södra Böhmen, i den södra delen av landet, 130 km söder om huvudstaden Prag. Roudné ligger 393 meter över havet och antalet invånare är 585.
Terrängen runt Roudné är huvudsakligen lite kuperad. Roudné ligger nere i en dal. Runt Roudné är det ganska tätbefolkat, med 62 invånare per kvadratkilometer. Närmaste större samhälle är České Budějovice, 4,5 km norr om Roudné. Omgivningarna runt Roudné är en mosaik av jordbruksmark och naturlig växtlighet.